# كليمنت ديوب
كليمنت ديوب (بالفرنسية: Clément Diop)‏ (12 أكتوبر 1993 في فرنسا - ) هو لاعب كرة قدم فرنسي في مركز حراسة المرمى. شارك مع منتخب فرنسا تحت 19 سنة لكرة القدم. أما مع النوادي، فقد لعب مع لوس أنجلوس غلاكسي ونادي أميين ولوس انجلوس غالاكسي 2.

## وصلات خارجية
- كليمنت ديوب على موقع الدوري الأمريكي (الإنجليزية)
- كليمنت ديوب على موقع قاعدة بيانات كرة القدم.إي يو (الإنجليزية)
- كليمنت ديوب على موقع ناشيونال فوتبول تيمز (الإنجليزية)
- كليمنت ديوب على موقع Soccerway.com (الإنجليزية)
- كليمنت ديوب على موقع عالم كرة القدم.نت (الإنجليزية)